# Festival de Karl May en Bad Segeberg

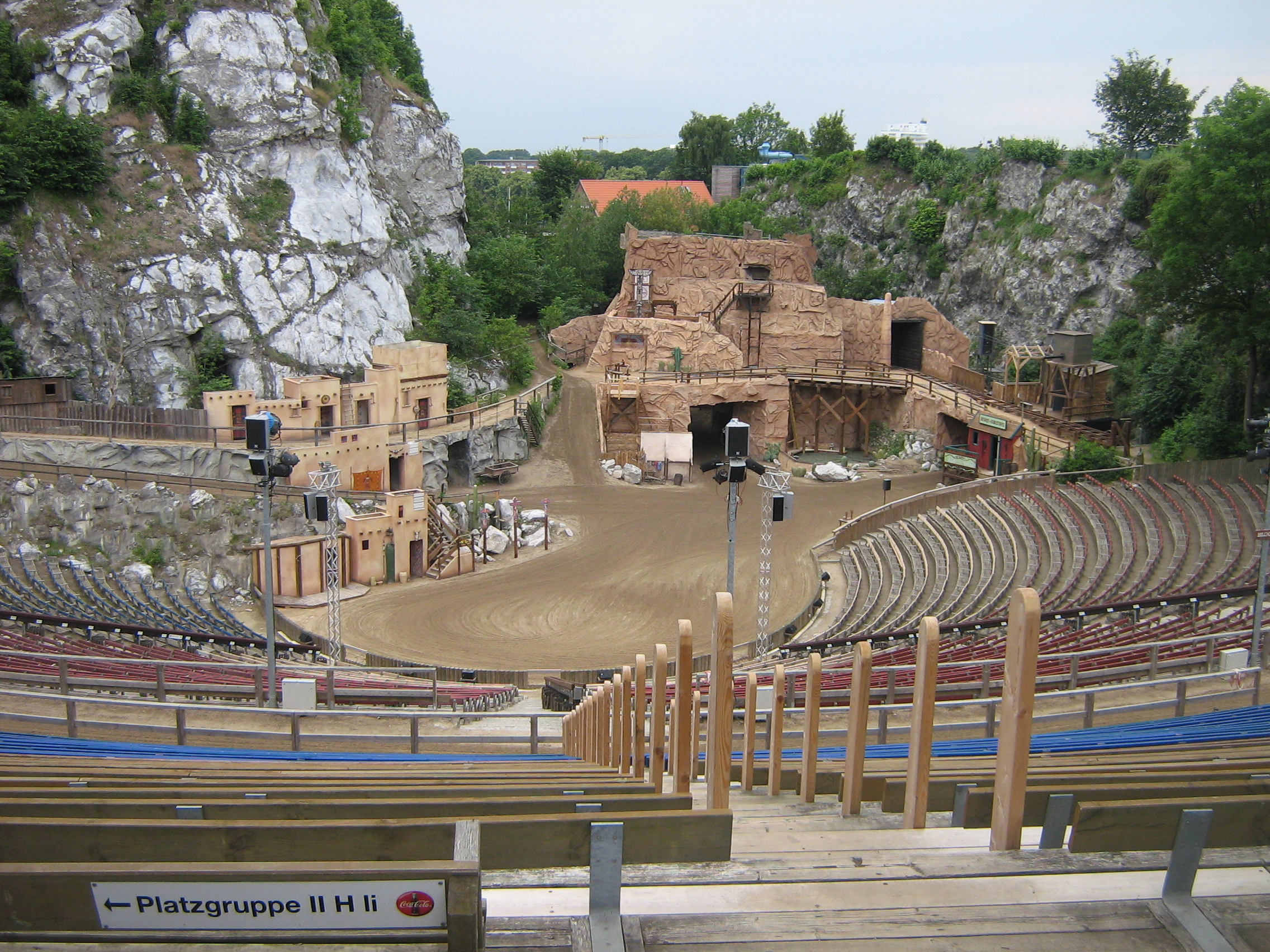
El teatro al aire libre delante del Kalkberg

El Festival de Karl May (Karl-May-Spiele) es el principal evento de verano en Bad Segeberg en el estado federado alemán de Schleswig-Holstein donde se representan obras del escritor Karl May. Tiene lugar cada año en el Estadio del Monte Calcáreo (Kalkbergstadium), un teatro al aire libre con 7500 asientos al lado del Kalkberg. Junto al teatro hay una aldea amerindia (Indian Village).

## Enlaces
- Sitio web del Festival

- Datos: Q1730115
- Multimedia: Karl-May-Spiele Bad Segeberg / Q1730115